# Bawon
Bawon – imię męskie pochodzenia germańskiego, pochodzi od francuskiego bave - ślina lub bavard - gadatliwy, gaduła. Być może powstało jako stopniowe zniekształcanie imiona: Baudo, Baldo, Baldwin.
Bawon imieniny obchodzi 1 października.
Osoby noszące to imię:
- św. Bawo

Zobacz też:
- Bazylika św. Bawona w Haarlemie